# بيركهولدرية سكرية
بيركهولدرية سكرية (الاسم العلمي: Burkholderia sacchari) هي نوع من البكتيريا، سلبية الغرام، تتبع جنس البيركهولدرية.